# Sylvia Michel (Fußballspielerin)
Sylvia Michel (* 19. Dezember 1972) ist eine ehemalige deutsche Fußballspielerin.

## Karriere

### Vereine
Michel begann erst 1987 mit dem Fußballspielen in der Hochschulsportgruppe der Friedrich-Schiller-Universität Jena, aus der nach der deutschen Wiedervereinigung der USV Jena wurde. 1991 gewann Jena die letzte eigenständige NOFV-Meisterschaft und qualifizierte sich für die gesamtdeutsche Bundesliga, aus der man 1992 wieder abstieg. Michel spielte bis 2004 in Jena und lief anschließend noch fünf Jahre lang für den 1. FFV Erfurt auf.

### Nationalmannschaft
Ihr Debüt und gleichzeitig einziges Spiel für die A-Nationalmannschaft gab sie am 2. August 1994 im Spiel gegen die Nationalmannschaft Norwegens im Rahmen des Nordamerikacups. Sie wurde in der 86. Minute für Silvia Neid eingewechselt. Das Spiel gewann Deutschland mit 6:3. Mit fünf Spielminuten ist sie die deutsche Nationalspielerin mit dem kürzesten Länderspieleinsatz. Sie ist zudem bis heute die einzige Spielerin des USV Jena, die für die A-Nationalmannschaft zum Einsatz gekommen ist.

## Sonstiges
Michel begann zunächst ein Lehrerstudium für die Fächer Sport und Geschichte, das sie infolge der politischen Wende abbrach. Sie absolvierte daraufhin eine Polizeiausbildung und wurde Kriminalbeamtin beim Thüringer LKA, 2011 im Dienstgrad einer Kriminaloberkommissarin.